# NGC 886
NGC 886 је расејано звездано јато у сазвежђу Касиопеја које се налази на NGC листи објеката дубоког неба.
Деклинација објекта је + 63° 46' 16" а ректасцензија 2h 23m 28,1s. Привидна величина (магнитуда) објекта NGC 886 износи 13,0. NGC 886 је још познат и под ознакама *Grp ?.